# Kuszr Amra
Kuszr Amra (arabul: قصر عمرة, angolos átírásban: Qasr Amra,  Quseir Amra vagy Qusayr Amra) a legismertebb sivatagi kastély. A jelenlegi Jordánia területén, Ammantól kb. 85 km-re keletre a Wadi Butmban helyezkedik el, nem túl távol az ősi karavánutak nyomvonalától. A kastélyt a 8. század elején (valószínűleg 711 és 715 között) az abban az időszakban a régióra növekedő befolyású I. al-Valíd omajjád kalifa építette. A kastély egyike a korai iszlám művészet és építészet legfontosabb példájának.
A fürdő- és vadászkastélyt - mely menedékül szolgált a kalifának vagy hercegének - sportolási és kikapcsolódási célból használták. Az épület belső falain freskók politikai és vadász jeleneteket (emlős állatokat, melyeket a teljes kiirtásig vadásztak a Közel-keleten), továbbá gyümölcsöket, meztelen nőket, csillagászati motívumokat, a zodiákust, építőmesterséget, fürdőjeleneteket ábrázolnak. Quseir Amra freskóit valószínűleg  még a II. Jazíd kalifa (720-724) első iszlám emberábrázolást tiltó rendelkezései előtt festették.
A kastély tartalmaz még egy római befolyásra utaló három részes fürdő komplexumot: öltöző helyiséget (apodyterium), langyos fürdőt (tepidarium) és meleg fürdőt (caldarium). Látható még a kút, a ciszterna és a vízvezeték rendszer is.
Jelenleg Quseir Amra rosszabb helyzetben van, mint a többi sivatagi kastély, néhány freskót graffiti csúfít el. A helyreállítási munkálatok már elkezdődtek.
Az osztrák Alois Musil 1898-ban újra felfedezte az elhagyatott épületeket. A kastélyt az UNESCO a kulturális világörökség helyszínének választotta 1985-ben az i), iii), és iv) kritérium alapján.

## Alternatív elnevezések
A fordítás arab nyelvről túl sok helyesírási lehetőséget ad, ezek között szerepel a Quseir Amra, Qasr Amrah, Qasayr Amra és Qusair Amra, azonban a nyelvileg és tartalmilag helyes fordítás a Quayr Amra melynek jelentése 'Amra kis kastélya'.

## Galéria

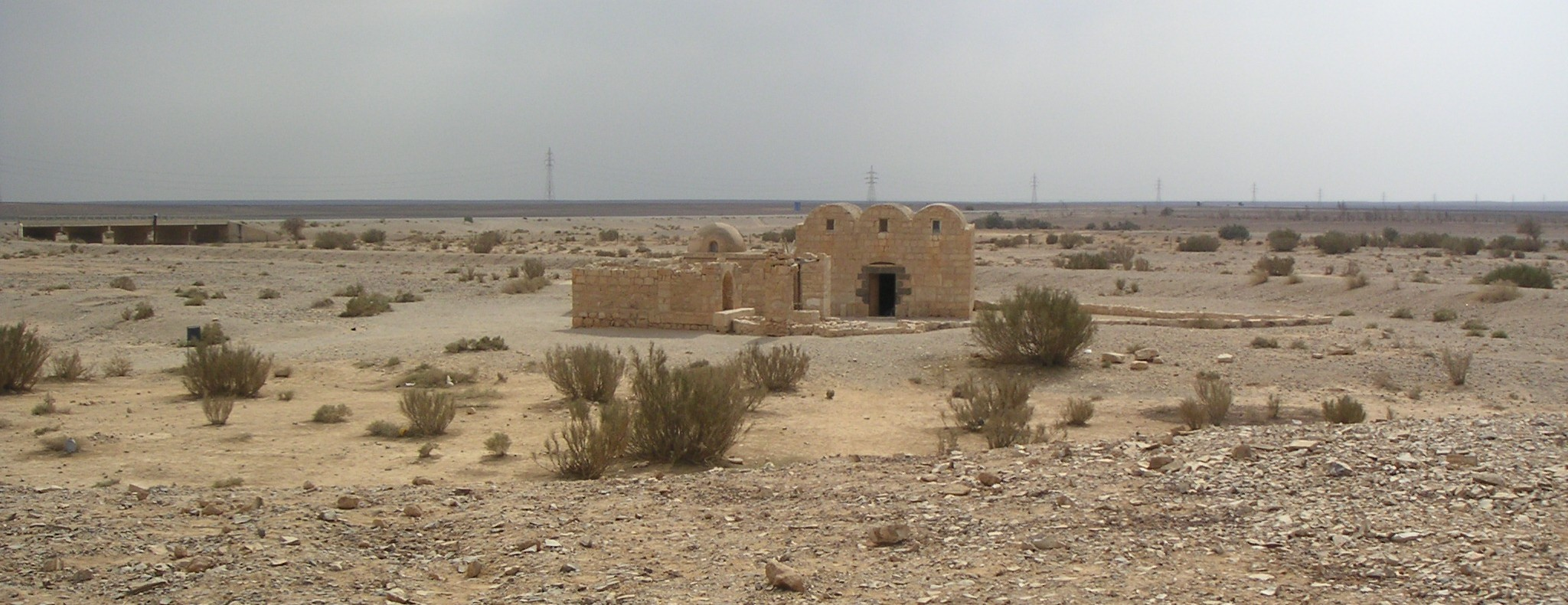
Quseir Amra
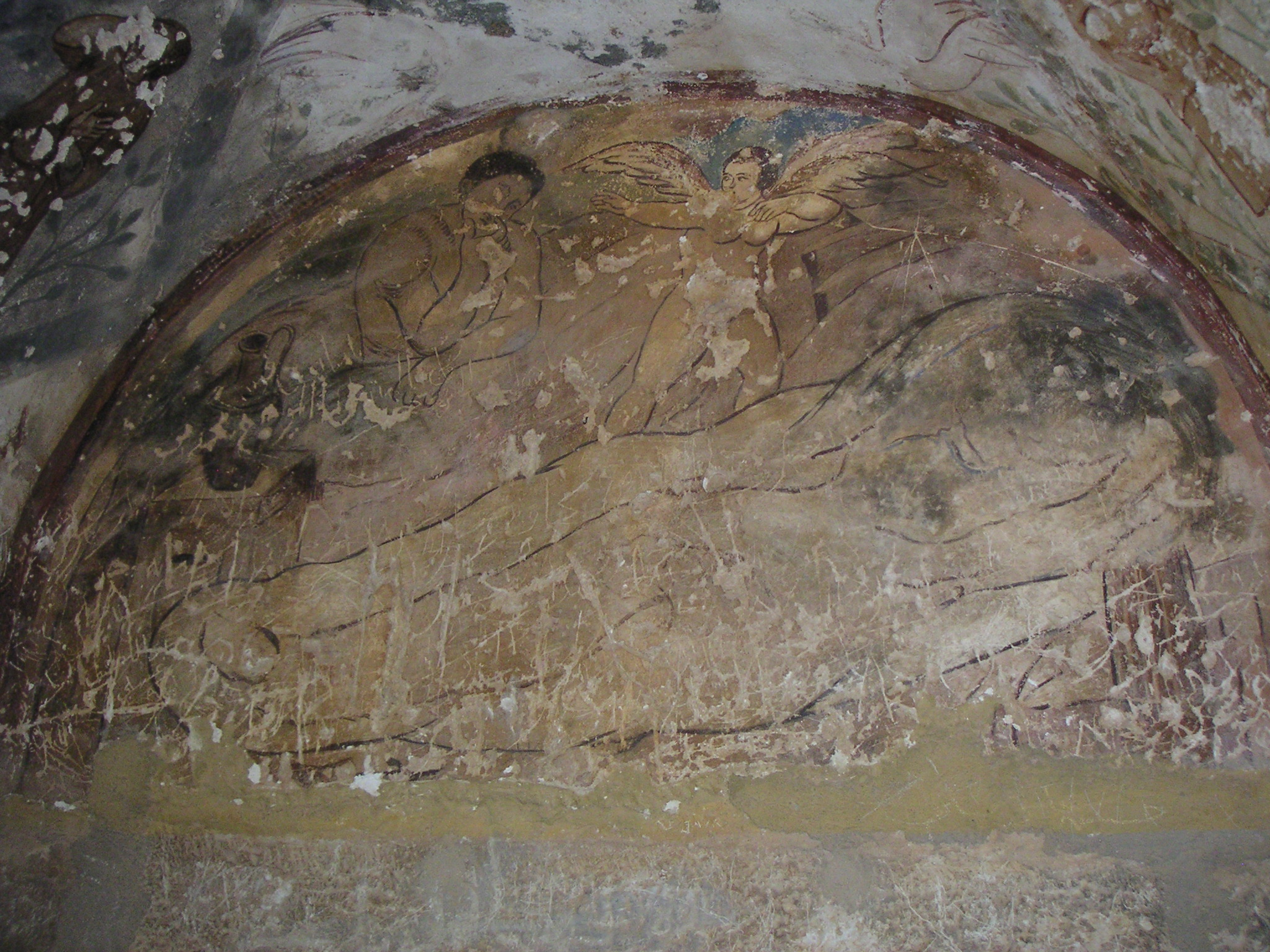
Quseir Amra, freskó a fürdő helyiség falán ill. mennyezetén
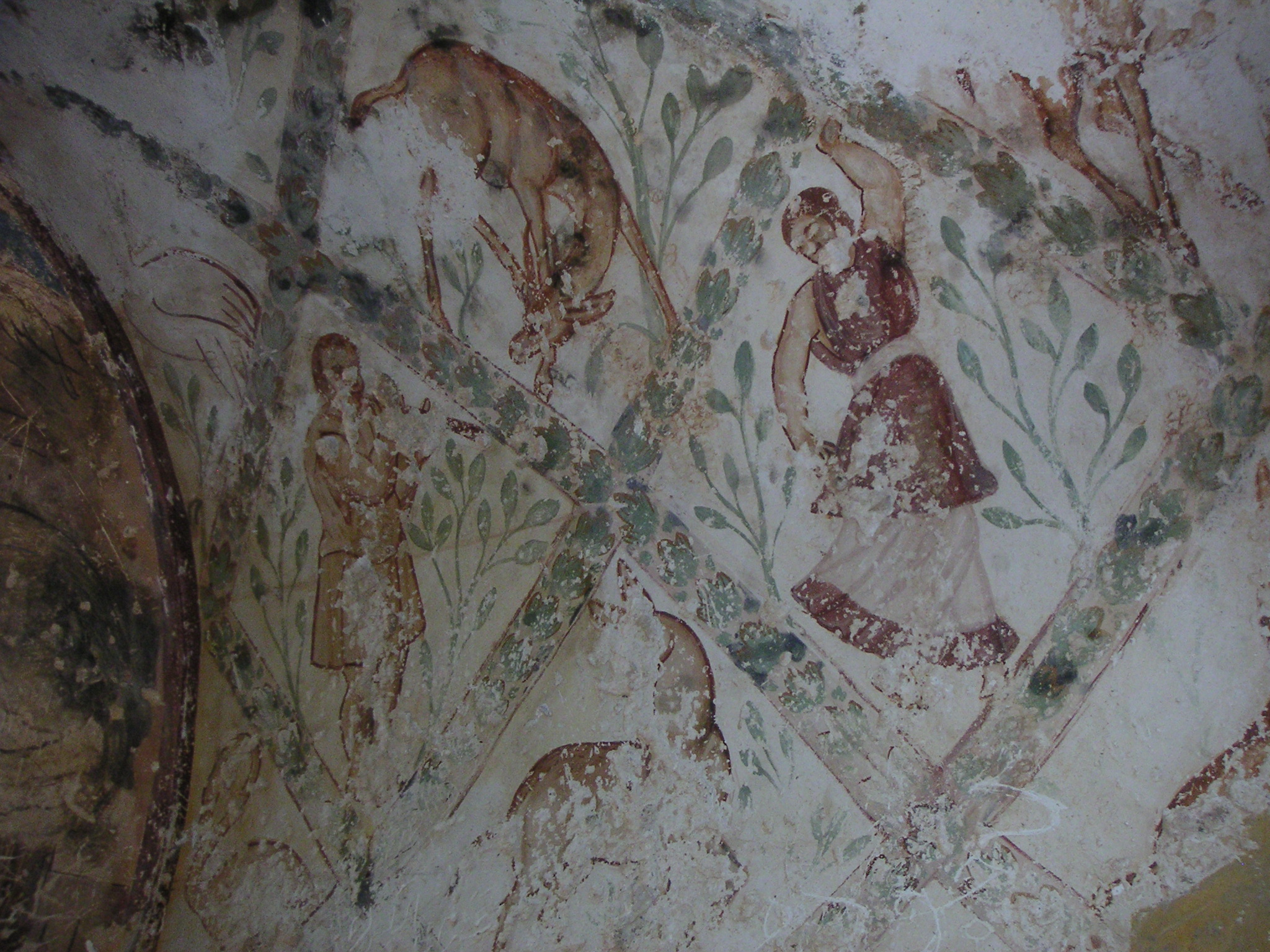
Quseir Amra, freskó a fürdő helyiség falán ill. mennyezetén
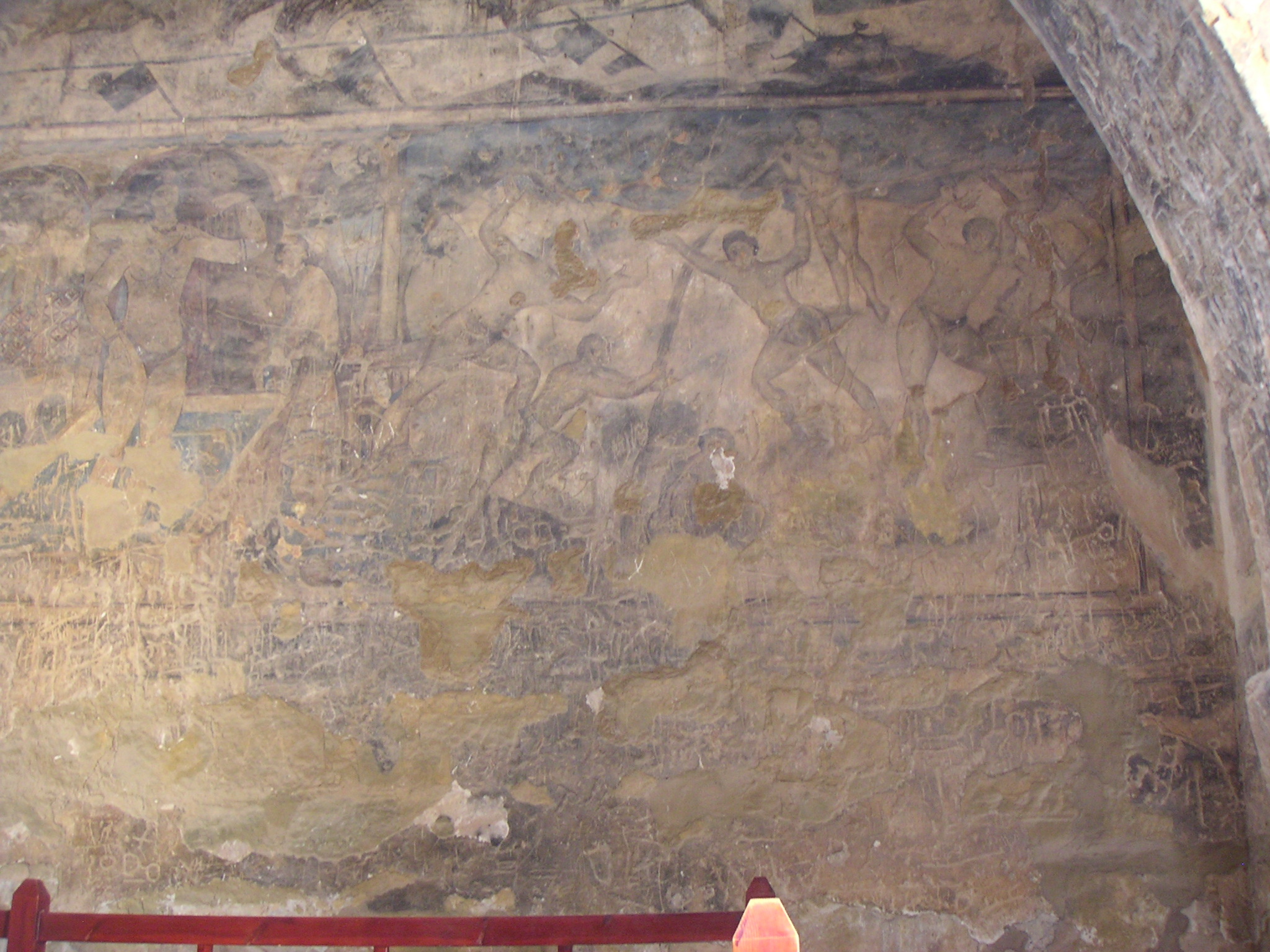
Quseir Amra, freskó a három hajós terem falán
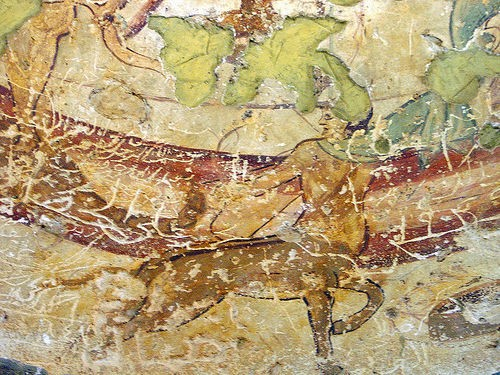
Quseir Amra, nyilas freskó
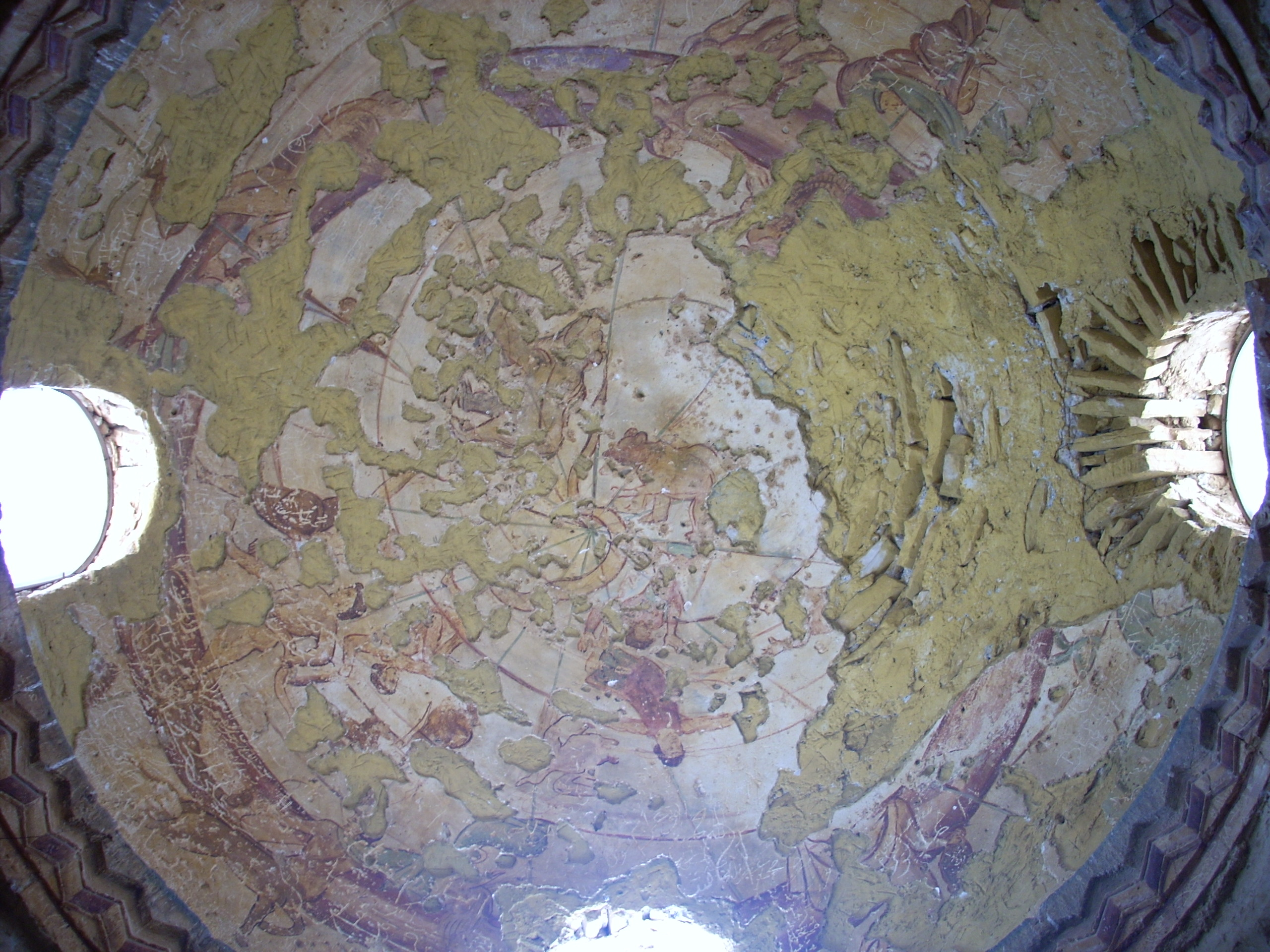
Quseir Amra, csillagjegyek freskó a caldarium kupoláján
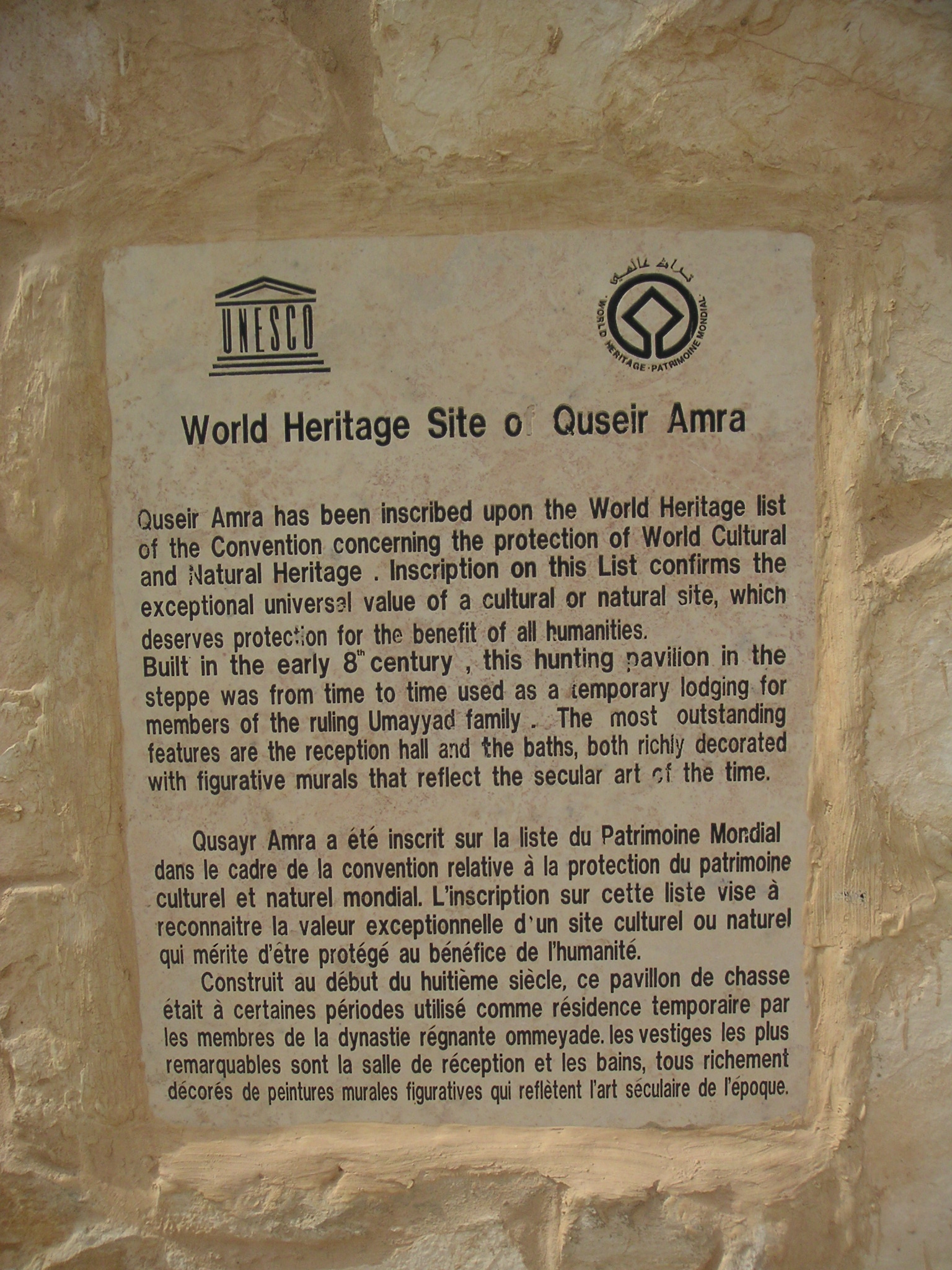
Angol és francia nyelvű WHS tábla, Quseir Amra.
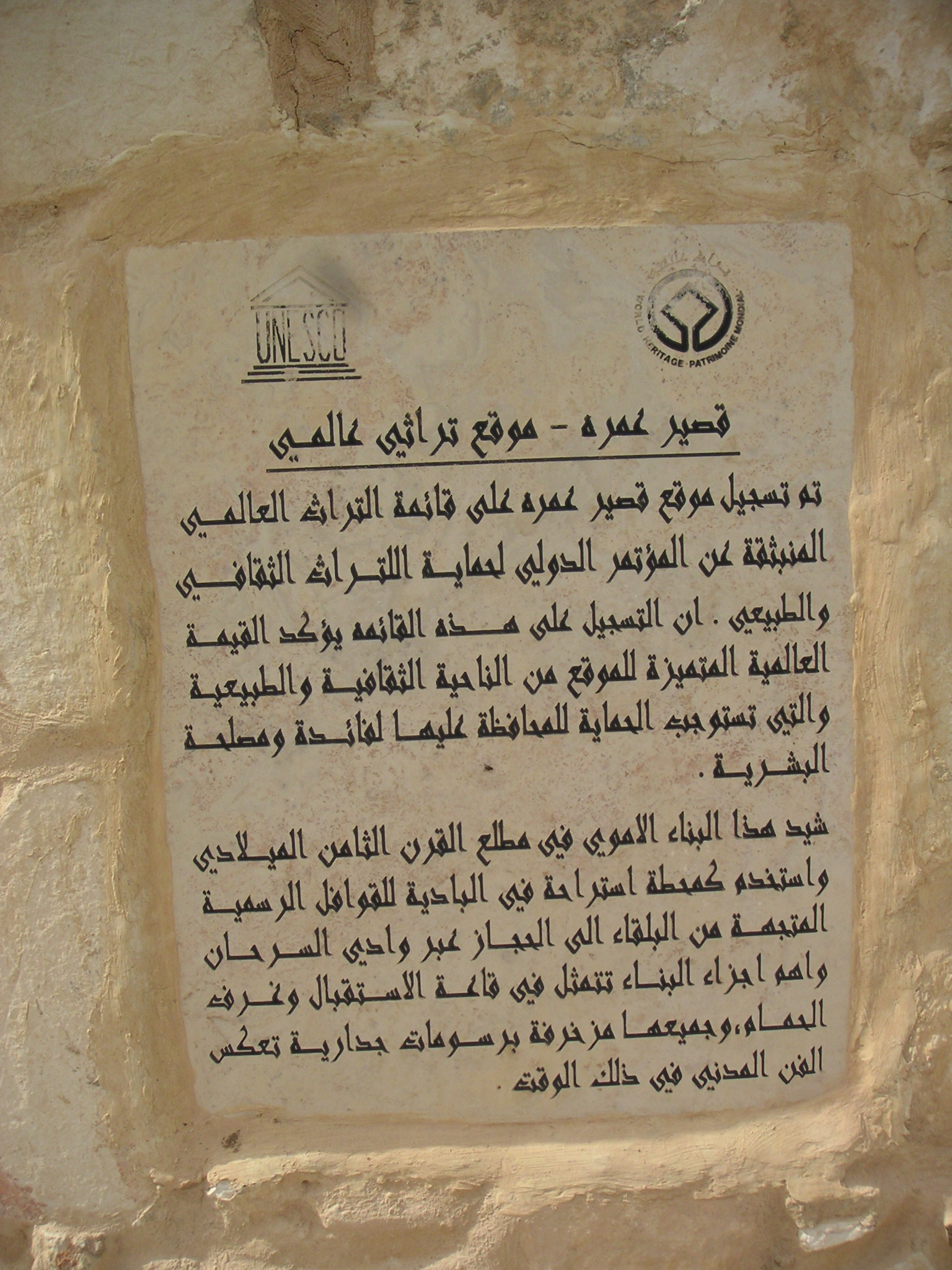
Arab nyelvű WHS tábla, Quseir Amra.
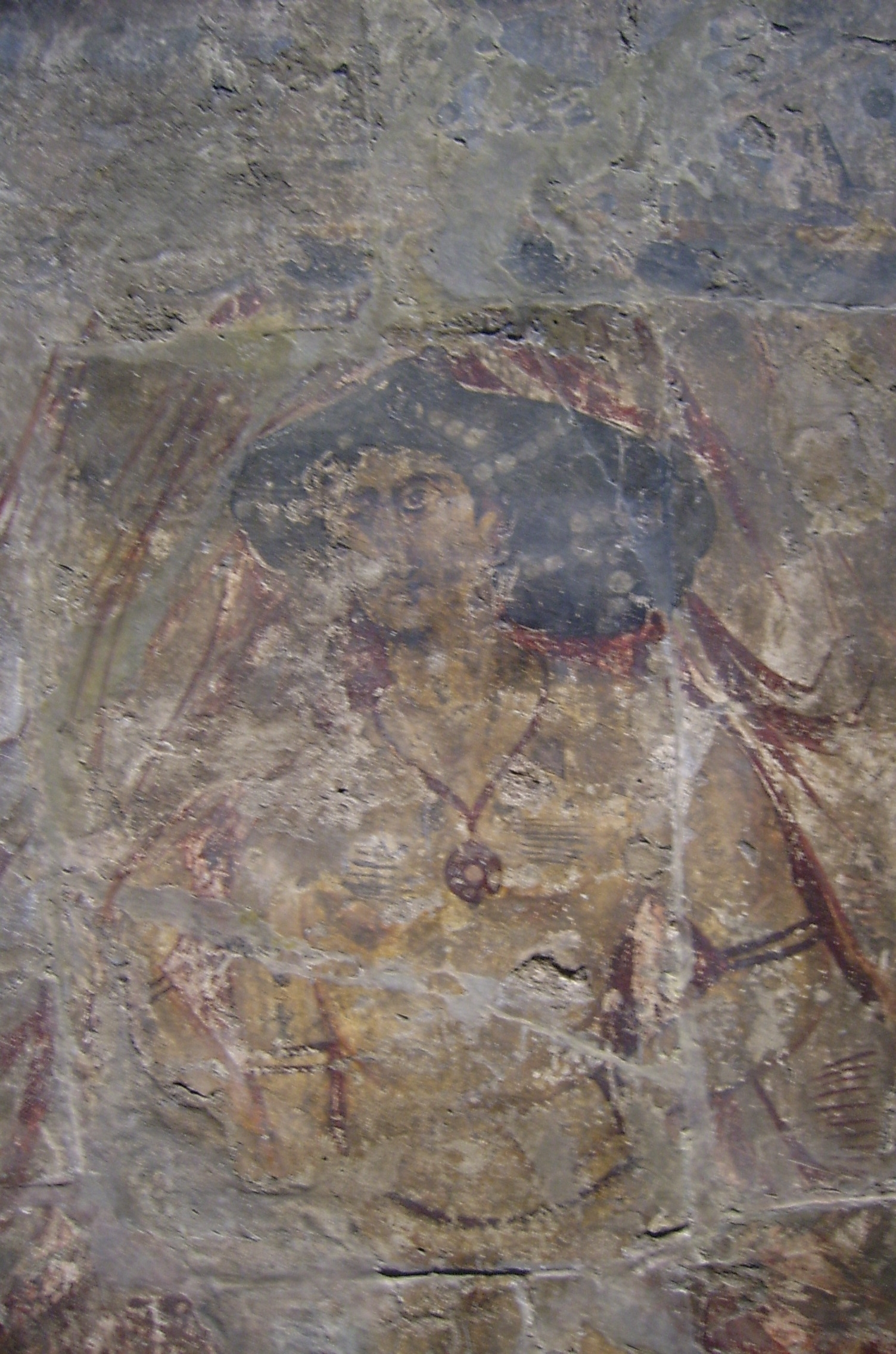
Freskó, Kuszr Amra, Pergamonmuseum, Berlin

## Fordítás
- Ez a szócikk részben vagy egészben a Quseir Amra című angol Wikipédia-szócikk fordításán alapul.  Az eredeti cikk szerkesztőit annak laptörténete sorolja fel. Ez a jelzés csupán a megfogalmazás eredetét és a szerzői jogokat jelzi, nem szolgál a cikkben szereplő információk forrásmegjelöléseként.

## Külső hivatkozások
- UNESCO World Heritage Site listing
- Panoramio fényképgaléria
- Visit360 360°-os fényképgaléria